# Edda Huther
Edda Huther (* 3. Februar 1940 in Brünn) ist eine deutsche Richterin. Sie war von 2001 bis 2005 Präsidentin des Oberlandesgerichts München und des Bayerischen Verfassungsgerichtshofs.

## Leben

### Juristischer Werdegang
Huther begann nach dem Studium der Rechtswissenschaft als Staatsanwältin und Richterin. Danach wechselte sie ins bayerische Staatsministerium der Justiz, um Stellungnahmen zu Verfassungsbeschwerden zu verfassen. 1975 wurde sie zur Richterin an das Oberlandesgericht München berufen. Nebenbei war sie Referentin in der Verwaltungsabteilung des Bayerischen Verfassungsgerichtshofes. In den 1980er Jahren war sie Vorsitzende Richterin am Landgericht Landshut. Danach wurde sie Vorsitzende Richterin am Oberlandesgericht München. Danach war sie Vizepräsidentin am Landgericht München I und wurde ein Jahr später dessen Präsidentin.

### Präsidenten von Oberlandesgericht München und Bayerischem Verfassungsgerichtshof
Huther war ab dem 1. November 2001 für fast vier Jahre Präsidentin des Oberlandesgerichtes München. Vorgängerin im Amt war Hildegund Holzheid. 
Am 10. Juli 2001 wurde sie vom Bayerischen Landtag für den gleichen Zeitraum zur Präsidentin des Bayerischen Verfassungsgerichtshofes gewählt. Die Arbeit als Präsidentin beim Verfassungsgerichtshofs hat laut Gesetz Vorrang vor jeder anderen Tätigkeit. Huther trat zum 1. März 2005 in den Ruhestand. Nachfolger in beiden Ämtern wurde Karl Huber (2005–2015).

## Ämter und Mitgliedschaften
- Huther ist seit 2018 Mitglied im Stiftungsrat der Katholischen Universität Eichstätt-Ingolstadt.[4][5][6]
- Huther war fünfzehn Jahre lang Vorsitzende des Nachbarschaftsbeirates Flughafen München, bis sie das Amt 25. Oktober 2019 an Christa Stewens (CSU) übergab.[7][8]

## Auszeichnungen
- Bayerischer Verdienstorden (17. Juli 2003)[9]
- Bayerische Verfassungsmedaille in Gold (2. Dezember 2004)
- Bundesverdienstkreuz 1. Klasse (1. Juli 2005)

## Veröffentlichungen
- Reinhard Böttcher, Edda Huther, Peter Rieß (Hrsg.): Verfassungsrecht - Menschenrechte - Strafrecht: Kolloquium für Dr. Walter Gollwitzer zum 80. Geburtstag am 16. Januar 2004 in München. De Gruyter, Berlin/Boston 2004, ISBN 978-3-89949-165-4 (degruyter.com).